# Памятник химчанам, отдавшим жизнь за Родину в 1941—1945 годах
Памятник химчанам, отдавшим жизнь за Родину в 1941—1945 годах — мемориал, расположенный в центре города Химки на площади Победы. Скульптурная композиция называется «Подарившие жизнь». Авторы: скульптор Бурганов И. А. и художник Менчиц Ю. В. Торжественное открытие памятника состоялось 7 мая 2015 года.

## Композиция
На мемориале выбиты имена более 2500 химчан, отдавших жизнь за Родину в боях 1941—1945 годов. Композиция памятника представляет собой две плиты в форме прорезанной звезды. Звезда — как прорыв доблести героев, павших в боях Великой Отечественной войны, с изображениями георгиевской ленты, рук, символизирующих дар воинов нам живым, птицу. По бокам мемориала располагаются 12 стел из гранита с именами. В гранитном основании мемориала заложена книга памяти с именами химчан, пропавших без вести.